# Tom Podl
Tom Podl, pierwotna wersja nazwiska Podlasiński (ur. 6 maja 1938 w Chicago, zm. 2011) – Amerykanin polskiego pochodzenia, kolekcjoner sztuki polskiej, głównie malarstwa i grafiki, gromadzonej od połowy lat 70. XX w.

## Życiorys
Mieszka w Issaquah, jednej z miejscowości otaczających Seattle w stanie Waszyngton.
Jego kolekcja stanowi najobszerniejsze prywatne zbiory sztuki polskiej w Stanach Zjednoczonych. W jej skład wchodzą głównie prace twórców działających w drugiej połowy XIX wieku i obrazach tzw. szkoły paryskiej z początku XX wieku. Część tej kolekcji była wystawiana w Polsce w latach 2001-2003 w ośmiu miastach, m.in. w Muzeum Narodowym w Krakowie i warszawskiej Zachęcie, Wrocławiu i Gdańsku. Współpracował w budowaniu kolekcji z polskim merszandem Markiem Mielniczukiem
.
W kolekcji znajdują się prace takich artystów jak Józef Pankiewicz, Władysław Ślewiński, Józef Czapski, Mojżesz Kisling, Tadeusz Makowski, Olga Boznańska, Eugeniusz Żak, Józef Rajnfeld, ekspresjonistyczne obrazy Meli Muter, malarstwo współczesne Jana Lebensteina i wiele innych.